# Pyrausta flavaginalis
Pyrausta flavaginalis là một loài bướm đêm trong họ Crambidae.